# The Movie Channel

Logo

The Movie Channel (afgekort als TMC) is een Amerikaans betaaltelevisie-kanaal dat voornamelijk films aanbiedt. Het is eigendom van Showtime Networks, een onderdeel van Paramount Global.

## Geschiedenis
The Movie Channel begon in 1973 als Star Channel. Het was toen een filmverhuurservice van Gridtronics, die films op videotape aan kabelmaatschappijen leverde. In de loop van de jaren zeventig werd het verworven door Warner Communications dat de films aanbood op het Warner kabelnetwerk.
In januari 1979 werd Star Channel een landelijke service via satelliet en op 1 december 1979 werd het netwerk omgedoopt in The Movie Channel. In 1983 voegde Warner-Amex The Movie Channel samen met Showtime van Viacom tot Showtime/The Movie Channel. In 1985 nam Viacom Warner's deel van Showtime/The Movie Channel, Inc. over.
In 2005 kondigden Viacom en CBS aan dat de bedrijven - die zes jaar eerder waren gefuseerd - zouden worden opgesplitst. Showtime Networks werd nu onderdeel van CBS Corporation.